# ジャンマルコ・タンベリ
ジャンマルコ・タンベリ（伊: Gianmarco Tamberi、1991年6月1日 - ）は、イタリアの陸上競技選手。専門は走高跳。自己ベストは2 m39 cm（2016年）。元陸上競技選手の父、マルコ・タンベリの指導を受けている。

## 略歴
1991年、イタリアのチヴィタノーヴァ・マルケ出身。
2021年の東京オリンピックでは2m37cmを1回目で成功し、カタールのムタズ・エサ・バルシムと記録・試技回数で全く同じ1位となる。通常は順位決定のジャンプオフ（追加試技）が行われるが、2人はそれを断り両者金メダルとなった。
2024年パリオリンピックでは開会式でイタリア選手団の旗手を務めたが、その際に結婚指輪を紛失した。